# Crackity Jones
«Crackity Jones» es una canción de la banda estadounidense de rock alternativo Pixies, y es la novena pista del álbum de 1989 Doolittle. Compuesta y cantada por el líder de la banda Black Francis, "Crackity Jones" describe al "alocado" compañero con el que compartía cuarto Francis mientras estudiaba en Puerto Rico, al que describe como "compañero rarito, psicótico y gay".

## Historia y letras
Black Francis estuvo en un viaje en San Juan, Puerto Rico (la canción la discribe como "una apestosa isla" que tiene "30 millas de ancho" por "cien de largo") como estudiante de intercambio como parte de su graduación universitaria. Se encontró en un bloque apartamentos (descrito como "un dormitorio loco masculino"), esperando a su compañero de cuarto. Después describió este encuentro:

No apareció en un mes. Lo primero que me dijo, que se había cortado el dedo o algo, sin haberle conocido jamás. Era como sacado de una película de David Lynch.

Francis continuó viviendo con este compañero, pero los despotriques de este sobre Pedro Picapiedra y las voces que oía en su cabeza acabaron con la paciencia de Francis. Volvió a Boston después de seis meses para comenzar la banda Pixies con Joey Santiago.

## Melodía
"Crackity Jones" es la canción más rápida y corta de Doolittle, a una media de 250 pulsaciones por minuto, y tiene un sonido muy español. La guitarra rítmica, tocada por Francis, da comienzo a la canción en un estilo muy punk. A los 26 segundos de comenzar, la segunda estrofa se acelera y el resto de la canción sigue a un tempo similar. la canción termina con Francis gritando "You're crazy!".